# Łukasz z Preszowa
Łukasz z Preszowa (łac. Lucas Murator de Aperias) – mistrz budowlany znany z prac we Lwowie i Łucku. 
Pochodził prawdopodobnie z Preszowa, w 1539 otrzymał prawa mieszczańskie we Lwowie, gdzie z dużym prawdopodobieństwem mieszkał już wcześniej. W dokumentach używano łacińskiej formy jego imienia "Lucas de Murator Aperias", taki zapis znajduje się w opisie budowy wieży obronnej, która została wzniesiona na południe od klasztoru bernardynów ok. 1538. Powstała na planie prostokąta z podwójną dzwonnicą i była znana jako "Basteja Bernardynów". Od września 1539 razem z grupą siedmiu pomocników, szesnastu robotników i dwóch czeladników pracował nad odbudową wieży ratuszowej, w tym czasie ożenił się. Prace zakończył w 1540, a następnie rozpoczął budowę kolejnej wieży obronnej przy ulicy Sokolnickiej (obecna Mikołaja Kopernika), jej budowa trwała do 1542. Prawdopodobnie w tym czasie Łukasz z Preszowa już nie żył, ponieważ zachowały się dokumenty, z których wynika, że biskup Jerzy Falczewski (Chwalczewski) pod koniec 1541 pozwał wdowę po budowniczym o zwrot zaliczki wpłaconej na poczet budowy pałacu królewskiego i innych zabudowań w obrębie zamku w Łucku. 